# 马开明
马开明（1944年8月—2007年10月12日），男，彝族，四川雷波人，中华人民共和国政治人物，曾任四川省人民政府副省长，四川省人大常委会副主任，第八、第九届全国人大代表。